# 김평
김평(金平, ?~1205년 5월 14일(음력 4월 24일))은 고려 중기의 문신이다.

## 이력
- 생년: 미상.
- 1170년(의종 24): 무신정변이 일어났을 때 문신이었지만 제거 대상이 아니었기에 죽지는 않음.
- 1173년(명종 3): 장인이었던 한언국이 김보당의 난에 협력한 것을 빌미로 죽임을 당하자[2] 아내와 자식들을 이끌고 승평군(昇平郡: 오늘날 전라남도 순천시)으로 숨어들어감.[3]
- 1176년(명종 6): 조위총의 난을 진압한[4] 기탁성이 재주가 있다고 그를 발탁해 직사관(直史館)으로 삼음.[3]
- 1193년(명종 23): 이승장(李勝章)의 글동무로서 아들 이송무(李松茂)의 요청으로 묘지명을 지음.[5]
- 1198년(신종 원): 과거를 주관해 지대성(智大成) 등을 선발함.[6]
- 1199년(신종 2): 동지공거로서 과거를 주관함.[7]
- 1201년(신종 4): 동지공거로서 과거를 주관함.[8]
- 1202년(신종 5): 음력 5월, 지공거로서 과거를 주관함.[9] 음력 윤12월, 추밀원부사가 됨.[10]
- 1205년(희종 원): 죽음.[1]

## 작품
- 〈이승장 묘지명〉(1193년)